# Juan Zunzunegui
Juan Zunzunegui Guimerans, né le 31 mars 1976 à Vigo, est un rameur espagnol.
Il remporte la médaille d’argent en skiff poids légers lors des Championnats du monde 2006.